# خالد بن الوليد (حارة)
خالد بن الوليد إحدى حارات مدينة القاعدة بمحافظة إب، بلغ تعداد سكانها 344 نسمة حسب تعداد اليمن لعام 2004.